# Judith Wolst
Judith Wolst, född 26 september 1981, är en svensk författare, föreläsare och digital strateg. Hösten 2018 kom hon ut med boken Digital Panik: få koll på läget som beskriver och förklarar den digitala utvecklingen. Hon har medverkat som digital expert i flera tv-program och svenska tidningar.
2009 blev Judith Wolst utnämnd till en av Veckans Affärers 101 supertalanger.